# Cuphophyllus pratensis
Куфофілус лучний (Cuphophyllus pratensis) — вид грибів роду Куфофілус (Cuphophyllus). 

## Назва
Сучасну біномінальну назву надано у 1985 році.  До того гриб зараховували до роду Camarophyllus.

## Будова
Міцний присадкуватий гриб, з м'ясистою шкірястою блідо-оранжевою шапинкою 5-10 см. Поверхня шапинки суха і часто розтріскана навколо центру. Бліді товсті шкірясті, широко розташовані, пластини, що ніби вкриті воском, спускаються на ніжку. Між довгими пластинами зустрічаються короткі. Споровий порошок білий. Ніжка міцна такого самого кольору як і шапинка — до 5 см.

## Життєвий цикл
Плодові тіла з'являються у серпні - грудні.

## Поширення та середовище існування
Росте в помірній зоні на різних континентах. Росте у полях. Останні дослідження показують його пов'язаність з мохами.

## Практичне використання
Їстівний гриб з гарними смаковими якостями. Його інколи можна зустріти на місцевих базарах в Європі. Схожий на Cuphophyllus niveus та отруйний Clitocybe dealbata.

## На марках
Гриб зображено на поштовій марці Ісландії 2004 року випуску.

## Галерея

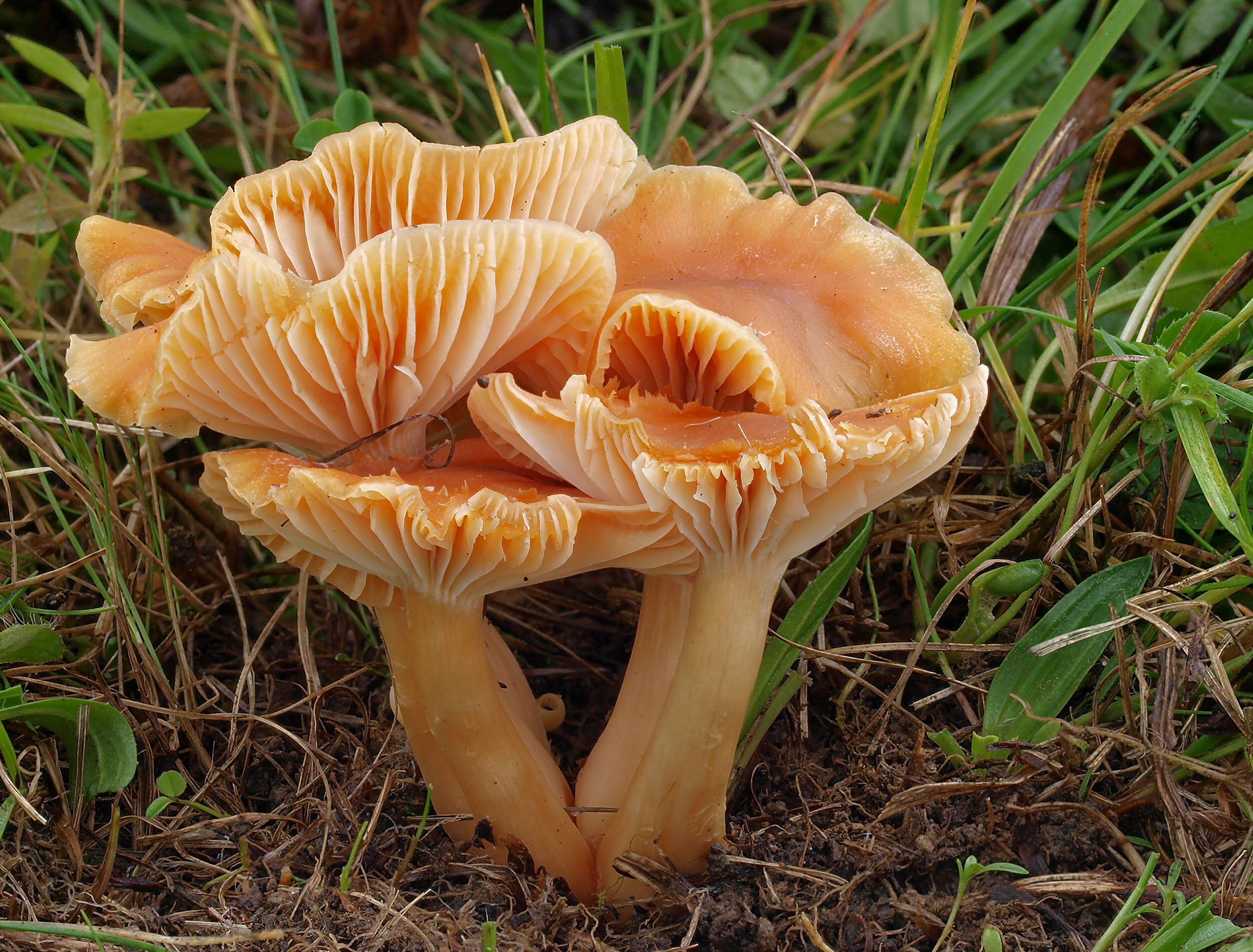
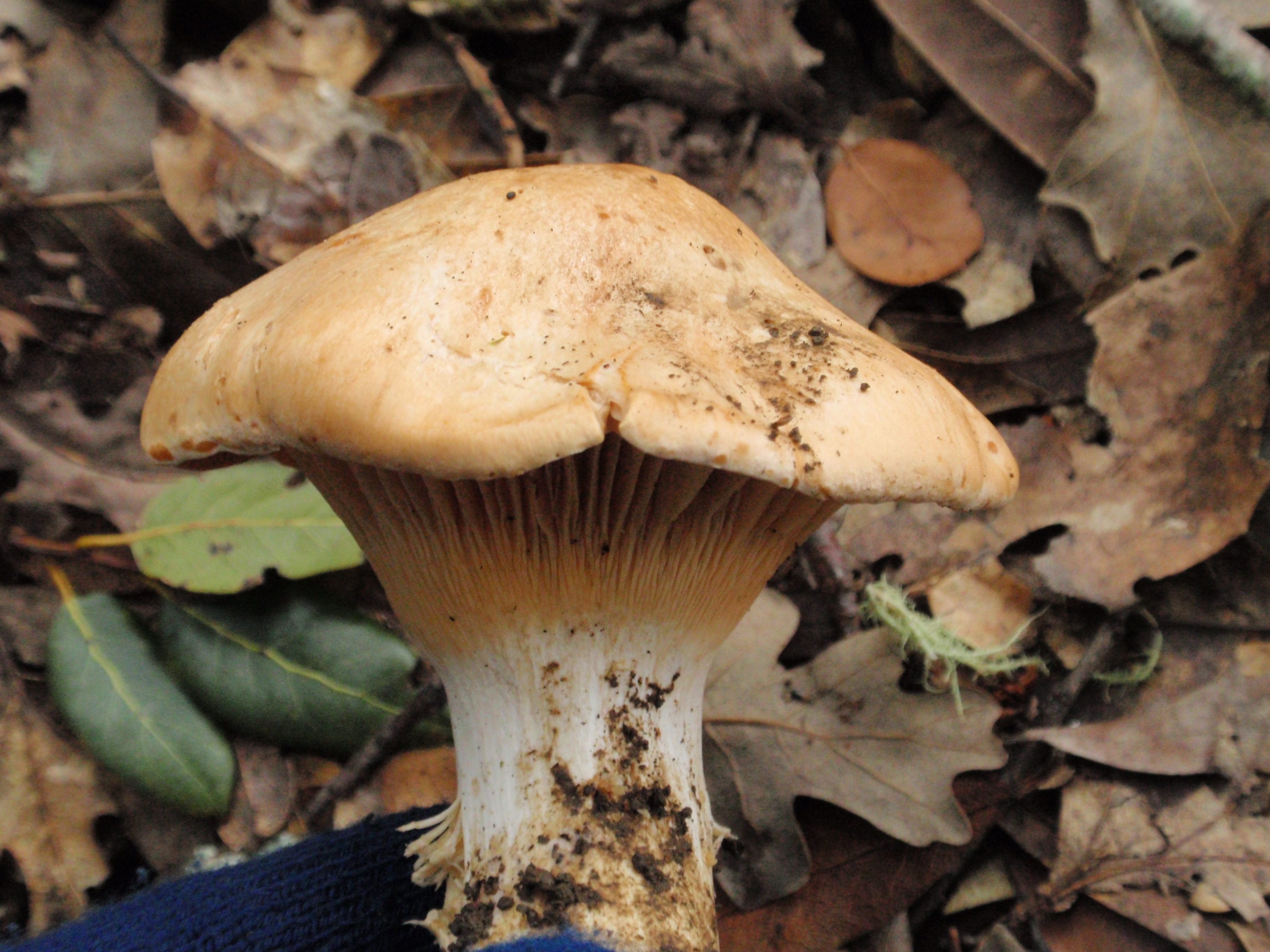